# Grand Island (Nebraska)
Grand Island er en amerikansk by og administrativt centrum for det amerikanske county Hall County, i staten Nebraska. I 2005 havde byen et indbyggertal på 44.546.

## Ekstern henvisning
- Grand Islands hjemmeside (engelsk)

40°55′20″N 98°21′29″V / 40.92222°N 98.35806°V